# Blåhals
Blåhals (Luscinia svecica) er en mindre spurvefugl, der yngler i store dele af Eurasien samt det nordvestlige Alaska, mens den overvintrer på den Iberiske halvø, i det sydlige Asien, og i den nordlige halvdel af Afrika. Hannen er kraftigt blå på bryst og strube med varierende sorte, rødbrune og hvide tegninger alt efter underart. Den er en nær slægtning til nattergalen.

## To underarter i Danmark
Arten forekommer som to underarter i Danmark, nordlig blåhals (subsp. svecica), og sydlig blåhals (subsp. cyanecula). Den nordlige blåhals er en fåtallig besøgende når den trækker mellem sine yngleområder i de nordiske fjeldbirkeskove, og overvintringsområderne i den Iberisk halvø, det nordlige Afrika og det sydlige Asien. Den sydlige blåhals yngler i Danmark, og trækker sydpå om vinteren. Hannen af nordlig blåhals har en rødbrun strubeplet midt i det blå, mens sydlig blåhals har en hvidlig strubeplet midt i det blå. Hunner og ungfugle mangler helt den farvestrålende hals eller har kun en let antydning af den.
Sydlig blåhals ynglede første gang i Danmark i 1992 efter cirka hundrede års fravær og efterfølgende bredte den sig i marsklandet i Sydvestjylland med anslået 265 ynglepar i 2011. Siden er bestanden steget betydeligt, og den findes nu i vådområder i store dele af landet, om end udbredelsen stadig er ret lokal, specielt i østlige egne.